# Command & Conquer: Alarmstufe Rot (Computerspielreihe)
Die Alarmstufe-Rot-Reihe ist ein Ableger der Computerspieleserie Command & Conquer, die ein Alternativweltgeschichte-Szenario bespielt. Sie unterscheidet sich von der Command & Conquer: Tiberium-Reihe, die ein anderes Serienuniversum aufbaut. Es sind drei Haupttitel veröffentlicht. Für den chinesischen Markt wurden gleichnamige Mobile Games entworfen.

## Hauptteile

### Alarmstufe Rot
Command & Conquer: Alarmstufe Rot war zunächst als Prequel zu Command & Conquer: Der Tiberiumkonflikt geplant und beinhaltet Anspielungen auf diesen. In dem Spiel wird Hitler mit einer Zeitmaschine aus der Geschichte entfernt, um den Zweiten Weltkrieg zu verhindern. Stattdessen beginnt Josef Stalin mit einem Eroberungsfeldzug in Europa und es treten die Armeen der Alliierten gegen die der Sowjetunion an. Auch die Waffensysteme sind teils unkonventionell, so wird die Teslaspule von der UdSSR eingesetzt und unsichtbare Einheiten von den Westmächten.

### Alarmstufe Rot 2
Während der erste Teil teils etwas düsterer angelegt war, aber durch die Produktionsqualität auch teils unfreiwillig komisch, wurde für den zweiten Teil die Hintergrundgeschichte stärker überdreht dargestellt. Die Sowjetunion kann durch Telepathie die Atomwaffenoffiziere kontrollieren und überfällt nun die Vereinigten Staaten, die so über keine nukleare Abschreckung mehr verfügen. Die Überschneidung mit dem Tiberium-Universum wird nicht weiter verfolgt.

### Alarmstufe Rot 3
In Alarmstufe Rot 3 ersteht das Japanische Kaiserreich wieder auf, da die Sowjetunion wiederum durch Zeitreise Albert Einstein aus der Geschichte tilgt und die Atombombe nie erfunden wurde. Die Einheiten des „Reichs der aufgehenden Sonne“ sind teils im futuristischen Anime-Stil dargestellt. Sie tritt als dritte Fraktion auf. Das Spiel ist erstmals vollständig in 3D-Optik gehalten.

## Wichtige Personen
Adolf Hitler
Mit Adolf Hitlers „Eliminierung“ durch Albert Einstein beginnt die Geschichte von Alarmstufe Rot. Den Zweiten Weltkrieg hat es nie gegeben, Sowjets und Alliierte (vergleichbar mit der heutigen NATO) stehen sich feindlich gegenüber.

### Alliierte
General Günther von Essling
General von Essling (gespielt von Arthur Roberts) ist der deutsche Oberbefehlshaber der europäischen alliierten Streitkräfte und der Anführer der Militärjunta von Europa. Esslings Verhalten ist sehr pragmatisch und reserviert.
General Nikos Stavros
General Stavros (gespielt von Barry Kramer) ist einer der Kommandeure der Alliierten und der zweithöchste General der alliierten Streitkräfte. Stavros ist Grieche, was an seinem großen Schmerz angesichts der sowjetischen Besetzung seines Heimatlandes zu erkennen ist. Allgemein ist er wesentlich emotionaler als von Essling. Stavros kann auch in einer regulären und einer Bonusmission der Erweiterung Gegenangriff gesteuert werden. Er spielt auch eine sehr wichtige Rolle beim Tod von Stalin.
Special Agent Tanya Adams
Tanya Adams (gespielt von Lynne Litteer in Alarmstufe Rot, Kari Wuhrer in Alarmstufe Rot 2 und Jenny McCarthy in Alarmstufe Rot 3) ist eine Elitekämpferin, die als Heldeneinheit zu den wenigen steuerbaren Protagonisten gehört. Mit ihrer starken Bewaffnung schaltet sie sämtliche Infanterie auf große Entfernung aus, was sie mit zynischen Kommentaren begleitet. Zudem ist Tanya (ihr Nachname wurde nur im ersten Teil erwähnt) in der Lage Gebäude und Brücken mithilfe von C4 zu sprengen. In Alarmstufe Rot 2 – Yuris Rache ist Tanya generell (und in AR2 ab einem bestimmten Patch) sogar in der Lage Panzer zu sprengen. Sie ist daher mit dem Kommandobot aus dem Vorgänger vergleichbar. Als einer der wenigen Protagonisten kommt sie in allen drei Alarmstufe-Rot-Teilen vor.
Albert Einstein
Albert Einstein (gespielt von John Milford in Alarmstufe Rot und Larry Gelman in Alarmstufe Rot 2) ist ein berühmter Physiker, der auf Seiten der Alliierten steht, nachdem eine Parallelversion von ihm den Verlauf der Zeit geändert hat. Er betätigt sich vor allem auf dem Gebiet der Rüstung und hat viele der alliierten Technologien, unter anderem die Chronosphäre, entwickelt. Er kommt in allen drei Alarmstufe-Rot-Teilen vor, obwohl er im letzten bereits am Anfang von sowjetischen Zeitreisenden getötet wird.
Der Kriegsrat
Der deutsche Kanzler, der französische Ministerpräsident, die Premierministerin von Großbritannien und der US-amerikanische Präsident bilden mit dem Kriegsrat das Oberkommando der Alliierten.
Präsident Michael Dugan
Michael Dugan (gespielt von Ray Wise) ist der Präsident der Vereinigten Staaten von Amerika und Oberbefehlshaber der Alliierten in Alarmstufe Rot 2. Er und die USA werden von Romanov und der Sowjetunion bedroht.
Major General Ben Carville
Major General Ben Carville (gespielt von Barry Corbin) ist einer der höchsten amerikanischen Generäle und wird später von einem „Verrückten Iwan“ in die Luft gejagt. Durch den Zeitsprung in Yuris Rache kann sein Tod verhindert werden.
Lieutenant Eva Lee
Lieutenant Eva Lee ist eine alliierte Nachrichten- & Gefechtsoffizierin, vergleichbar mit EVA in Der Tiberiumkonflikt (wobei die EVA in der Tiberium-Reihe ein Computer ist (elektronische Video-Assistentin)). Sie wird von Athena Massey gespielt, die auch schon in Command and Conquer: Tiberian Sun auftauchte, dort spielte sie die Pilotin der Kodiak.

### Sowjets
Josef Stalin
Josef Stalin (gespielt von Eugene Dynarski) ist der sowjetische Diktator, der die Truppen der Sowjetunion anführt und dem Spieler seine Einsatzbefehle gibt. Sein Ziel ist es, die ganze Welt zu beherrschen. Den Versuch überlebt er aber in beiden Szenarien von Alarmstufe Rot nicht. So wird er während der sowjetischen Siegesparade in London von Nadia ermordet und bei einem Sieg der Alliierten sorgt General Stavros dafür, dass der in Gebäudetrümmern verschüttete Stalin nicht von alliierten Truppen gerettet wird.
Kane
Kane (gespielt von Joseph D. Kucan) ist der Berater Stalins. Nach dem Sieg der Alliierten kann Kane nicht aufgespürt werden. Beim Sieg der Sowjetunion hingegen wird Stalin auf Kanes Befehl ermordet und Kane selbst nimmt seinen Platz ein. Kane ist der Anführer der Bruderschaft von Nod.
Kanes Zitat: „Wer die Vergangenheit kontrolliert, hat Macht über die Zukunft. Wer Macht über die Zukunft hat, erobert die Vergangenheit.“
Weitere Informationen über Kane sind unter Command & Conquer: Tiberium-Reihe zu finden.
Nadia
Nadia (gespielt von Andrea Robinson) ist Stalins Gespielin und Chefin des sowjetischen Geheimdienstes NKWD. Später stellt sich jedoch heraus, dass sie ein führendes Mitglied der Bruderschaft von Nod ist. Sie wird allerdings von Kane getötet, dem sie zu machtgierig erschienen war.
General Gradenko
Gradenko (gespielt von Alan Terry) ist ein sowjetischer General und der Hauptkonkurrent von Nadia im Kampf um die Spitze der Kommunistischen Partei. Um Gradenkos Treue zu testen, lässt ihn Stalin Exekutionsbefehle von sowjetischen Generälen, die Stalin ermorden wollten, unterzeichnen.
General Georgi Kukov
General Kukov (gespielt von Craig Cavanah) ist der Kommandant der Roten Armee und der Berater Stalins. Kukov wird am Ende von Stalin erwürgt, weil durch seinen Fehler die alliierte Chronosphäre zerstört wird.
Major Vladimir Kosygin
Major Kosygin ist ein russischer Offizier, der in einer Mission in Alarmstufe Rot zu den Alliierten überläuft, weil ihn Stalins Methoden immer mehr anwidern. Nach seinem Verrat gibt er den Alliierten wichtige Informationen über Stalins Atomwaffenpotenzial.
Volkov
Ein sowjetischer Cyborg, der in einigen Missionen der Alarmstufe-Rot-Erweiterungen auftaucht. Volkov wird von einem „Cyborg-Schäferhund“ namens Chitzkoi begleitet und kann es von Bewaffnung und Panzerung her sogar mit alliierten Kampfpanzern und Schlachtkreuzern aufnehmen.
Premier Alexander Romanov
Alexander Romanov wurde nach dem Sieg der Alliierten in Alarmstufe Rot als Regent der Sowjetunion eingesetzt, da er sich der Kommunistischen Partei zum Trotz für den Frieden einsetzte. Zunächst verhält er sich sehr kooperativ, gibt dann aber überraschend den Befehl, die USA anzugreifen. Damit beginnt die Geschichte von Alarmstufe Rot 2. Je nachdem, welche Partei man spielt, wird Premier Romanov entweder in Yuris Auftrag im Krankenbett erschossen (Sowjets) oder von Agentin Tanya gefasst und abgesetzt (Alliierte).
Wegen seines Nachnamens und weil er vom Vermächtnis der Romanovs spricht, ist anzunehmen, dass er von der russischen Zarenfamilie abstammt.
Yuri
Yuri (gespielt von Udo Kier) ist der Chefstratege vom Sowjet-Premierminister Alexander Romanov. Yuri besitzt die Gabe der Gedankenkontrolle und bildet in der Erweiterung Yuris Rache als dritte unabhängige Partei den Gegner. Es ist bekannt und wird auch von Yuri im Spiel erwähnt, dass Stalin großes Interesse an übersinnlichen Fähigkeiten hatte und ihn förderte. Die Bedrohung, die von Yuri ausgeht, wird gebannt, als er mit der alliierten Zeitmaschine in die Zeit der Dinosaurier zurückreist oder von den Alliierten in einem Psycho-Gefängnis eingesperrt wird, je nachdem, ob man Sowjets oder Alliierte spielt.
Yuri wird auch in der deutschen Version vom deutschen Schauspieler Udo Kier gesprochen.
General Vladimir
General Vladimir (gespielt von Adam Greggor) ist ein sowjetischer Pantoffelheld, der von Yuri des Mordes an Romanov beschuldigt wird. Er war es, der Chicago mit einer Atombombe zerstörte. Später wurde er in Washington, D.C. festgenommen und hingerichtet.
Lieutenant Zofia
Lieutenant Zofia (gespielt von Aleksandra Kaniak) ist ein weiblicher Offizier und das sowjetische Gegenstück zu Eva.
Boris
Boris ist das sowjetische Gegenstück zu Tanya in Yuris Rache. Er besitzt als Hauptbewaffnung ein AK-74-Sturmgewehr und kann zudem mit einem Laser feindliche Gebäude für einen Luftangriff markieren.